# Hoya skinneriana
Hoya skinneriana är en oleanderväxtart som beskrevs av Kloppenb.. Hoya skinneriana ingår i släktet Hoya och familjen oleanderväxter. Inga underarter finns listade i Catalogue of Life.